# Pond Life
Pond Life est une web-série de cinq épisodes servant de préquelle à la saison 7 de la série Doctor Who, centrée sur la vie des Ponds lorsqu'ils ne voyagent pas avec le Docteur. Chaque épisode correspond à un mois précédant le mois de septembre, c'est-à-dire le premier épisode de la saison 7.

Ces épisodes ont été diffusés en VOSTF du 20 mai 2013 au 24 mai 2013 sur Studio 4.0[réf. nécessaire], une partie du site de France 4 consacrée aux web-séries et aux courts-métrages. Une vidéo regroupant les cinq épisodes est toujours accessible sur Studio 4.0.

## Épisode 1
Avril : le Docteur laisse une série de messages sur le répondeur des Ponds, à propos des différents voyages et aventures qu'il a vécues.

## Épisode 2
Mai : le Docteur a quelque chose à dire aux Ponds, mais ceux-ci sont au lit. Le Docteur semble très inquiet, en effet il est venu trop tôt dans la vie des Ponds, et leur dit de ne pas s'inquiéter à propos du futur.  On apprendra plus tard que ce Docteur a déjà vécu les événements de « L’Asile des Daleks » et de « Des dinosaures dans l’espace ».

## Épisode 3
Juin : il y a quelqu'un dans la salle de bains des Ponds : c'est un Ood, alien déjà vu dans plusieurs épisodes de la série.

## Épisode 4
Juillet : Le Docteur change l'ampoule de son TARDIS (il y fera référence dans l'épisode « Les Anges prennent Manhattan »). Le Ood fait le domestique chez les Ponds, sans que ceux-ci ne lui demandent rien. Le Docteur leur dit qu'il a égaré le Ood quand il est venu chez eux, et que le mieux est de le laisser faire jusqu'à ce que le Docteur vienne le chercher. Rory se sent coupable de manger un petit déjeuner préparé par un alien...

## Épisode 5
Août : rien ne va plus chez les Ponds ; Amy a besoin du Docteur. Cet épisode introduit de manière directe la rupture des Ponds dans l'épisode « L’Asile des Daleks ».

## Distribution
- Matt Smith : Onzième Docteur
- Karen Gillan : Amy Pond
- Arthur Darvill : Rory Williams
- Paul Kasey : Ood